# Pholidophoretes salvus
Pholidophoretes salvus è un pesce osseo estinto, appartenente ai folidoforiformi. Visse nel Triassico superiore (Carnico, circa 228 - 216 milioni di anni fa) e i suoi resti fossili sono stati ritrovati in Europa. 

## Descrizione
Questo pesce era di dimensioni medio piccole, e di rado superava i 20 centimetri di lunghezza. Era dotato di un corpo fusiforme e di una testa piccola. Le ossa nasali erano ben sviluppate, con un contatto mediano per quasi tutta la loro lunghezza. L'opercolare era grossomodo triangolare, con il margine inferiore fortemente inclinato. Il preopercolo era dotato di un canale sensoriale più vicino al margine posteriore che a quello anteriore. Erano presenti un singolo suborbitale e cinque infraorbitali, dei quali il terzo era molto grande. La mascella era di taglia modesta e poco profonda, anche se nella parte posteriore si sviluppava in altezza ed era dotato di una sorta di tacca. Erano presenti due sopramascelle, la prima delle quali minuscola e la seconda di grosse dimensioni. La pinna dorsale era opposta alla pinna anale, ed erano presenti fulcri sfrangiati lungo i margini di tutte le pinne. Le scaglie, non molto spesse, erano ricoperte di ganoina e di forma romboidale, con margini posteriori lisci. 

## Classificazione
Pholidophoretes è un tipico rappresentante dei folidoforiformi, un gruppo di pesci alla base dei teleostei tipici del Triassico e del Giurassico. In particolare, Pholidophoretes sembrerebbe essere stato una forma basale del gruppo, più derivato di Annaichthys e forse il sister taxon di Pholidoctenus (Arratia, 2013).
Pholidophoretes salvus venne descritto per la prima volta da Griffith nel 1977, sulla base di resti fossili ritrovati in Austria, nei pressi di Polzberg vicino a Lunz am See, in terreni risalenti al Carnico.